# الخور
الخور شهری ساحلی در شمال قطر واقع در ۵۰ کیلومتری شمال دوحه است. یکی از بزرگترین شهرهای قطر بشمار می رود و مرکز شهرداری الخور است. الخور به خاطر نزدیکی به میادین نفت و گاز شمال قطر و شهر صنعتی راس لفان، محل زندگی بسیاری از کارکنان صنعت نفت و گاز است. الخور یکی از شهرهای پیشنهادی برای میزبانی بازی های جام جهانی فوتبال ۲۰۲۲ بود.